# Gavin Gunning
Gavin Gunning (1991. január 26., Cork, Írország) ír labdarúgó, aki jelenleg a Tranmere Roversben játszik, a Blackburn Roverstől kölcsönben.

## Pályafutása

### Blackburn Rovers
Gunning az északír Crumlin Unitedben kezdett futballozni, ahol több csapat figyelmét is felhívta magára. 2006 januárjában végül a Blackburn Rovers igazolta le. Két év múlva kapta meg első, egy évre szóló profi szerződését. 2009 nyarán ő is elutazott az első csapat tagjaival Ausztráliába edzőtáborozni. Nem sokkal később egy 2012-is szóló kontraktust kapott a kék-fehérektől. A felnőttek között egy Cambridge United ellen 4-0-ra megnyert barátságos meccsen mutatkozott be.
2009. augusztus 6-án egy hónapra kölcsönvette a Tranmere Rovers.

## Külső hivatkozások
- Gavin Gunning pályafutásának statisztikái a Soccerbase oldalon (angolul)

- Gavin Gunning adatlapja a Blackburn Rovers honlapján

## Fordítás
- Ez a szócikk részben vagy egészben  a   Gavin Gunning című angol Wikipédia-szócikk fordításán alapul.  Az eredeti cikk szerkesztőit annak laptörténete sorolja fel. Ez a jelzés csupán a megfogalmazás eredetét és a szerzői jogokat jelzi, nem szolgál a cikkben szereplő információk forrásmegjelöléseként.